# ローレンス・ウン
ローレンス・ウン（呉啓華,Lawrence Ng、1964年5月19日 - ）は、香港の俳優。

## 出演作品
- ホンコン・フライド・ムービー（1988）
- リーサル・パンサー (1990)
- SEX&禅 中国絶倫珍珍秘伝 (1991) （史生）
- ロアン・リンユィ 阮玲玉 (1991) （張達民）
- ドラゴン・イン/新龍門客棧 (1992)
- 女淫地獄絵巻 (1994)
- 広州殺人事件 (1994)
- ネバー・ダンス・アローン（2014）